# Chalcocrates uniformis
Chalcocrates uniformis är en skalbaggsart som beskrevs av Heller 1912. Chalcocrates uniformis ingår i släktet Chalcocrates och familjen Dynastidae. Inga underarter finns listade i Catalogue of Life.